# Chlorochaeta glauca
Chlorochaeta glauca är en fjärilsart som beskrevs av Geoffroy 1785. Chlorochaeta glauca ingår i släktet Chlorochaeta och familjen mätare. Inga underarter finns listade i Catalogue of Life.